# 한다정 (도쿠시마현)
한다정(半田町)은 도쿠시마현 미마군 서부에 있던 정이다. 2005년 3월 1일, 사다미쓰정, 이치우촌과 합병해 쓰루기정이 되었다.
에도 시대에는 요시노강의 수운업을 번성하였다.
임업이 주산업이었던 시절도 있었고 거기에서 가공하는 목공 산업도 일어났으며, 칠기 생산도 이루어졌다.
에도 시대에 시작되었다고 여겨지는 한다 소면이 전국적으로 유명하며, 현내 제일의 감 산지이다.

## 지리
도쿠시마 현의 서부, 미마 군의 서쪽 끝에 위치했다.

## 역사
- 에도기 - 한다촌이 성립하였다.
- 메이지 초기 - 한다촌에서 한다오쿠야마촌과 한다구치야마촌이 분촌하였다.
- 1889년 10월 1일 - 정촌제 시행에 수반해 한다촌이 성립하였다. 또한 한다오쿠야마촌은 별도로 합병을 수반하지 않고 단독으로 한다오쿠야마촌이 성립하였다.
- 191년 7월 4일 - 한다오쿠야마촌에서  야치요촌이 개칭되었다.
- 1926년 11월 3일 - 정으로 승격해 한다정 (초대)이 되었다.
- 1934년 6월 1일 - 한다정 오아자 나카지마시나카토리가 시게키요촌에 분리되었다.
- 1956년 3월 30일 - 야치요촌과 합병해 한다정 (2대)이 되었다.
- 2005년 3월 1일 - 사다미쓰정, 이치우촌과 합병해 쓰루기정이 되어 소멸하였다.

## 교통

### 철도
도쿠시마 시내에서는 특급이면 50분, 보통 열차로도 1시간 정도면 갈 수 있다.
- 시코쿠 여객철도 도쿠시마 선

### 도로
- 국도 192호선